# 생존: 러스트 크릭
《생존: 러스트 크릭》(영어: Rust Creek 러스트 크리크[*])는 2019년 개봉한 미국의 범죄 스릴러 드라마 영화이다.

## 출연진
- 허마이어니 코필드 - 소여 스콧 역
- 제이 폴슨 - 로웰 프리처트 역
- 숀 오브라이언 - 오도일 보안관 역
- 마이카 하우프트먼 - 홀리스터 역
- 대니얼 R. 힐 - 벅 역
- 제러미 글레이저 - 닉 캐츠 보안관보 역
- 존 마셜 존스 - 더글러스 슬래터리 지휘관 역
- 데니즈 댈베라 - 갠더 부인 역